# Вальтер Ноддак
Ва́льтер Но́ддак (нім. Walter Noddack; 17 серпня 1893, Берлін — 7 грудня 1960, Бамберг) — німецький хімік, першовідкривач хімічного елементу Ренію.

## Біографія
Народився у Берліні. Навчався у Вищій технічній школі в Берліні (1912—1914, 1919—1920). З 1922 року працював в Інституті хімії Берлінського університету. У 1935—1941 роках — директор Інституту фізичної хімії Фрайбурзького університету, у 1941—1946 роках — професор Страсбурзького університету, в 1946—1957 роках — Філософсько-теологічної вищої школи у Бамберзі. З 1956 року — директор дослідницького інституту геохімії в Бамберзі.
У 1925 році Вальтер Ноддак на зборах німецьких хіміків у Нюрнберзі повідомив про відкриття рентгеноспектральним аналізом нового хімічного елемента з атомним номером 75 у платиновій руді та колумбіті. У 1925 році Ноддак разом зі своєю майбутньою дружиною Ідою Таке та Отто Бергом відкрили два хімічних елементи: елемент № 75 Реній (від латинської назви річки Рейн) та № 43, названим авторами Мазурієм (на честь історичної області Мазурія — батьківщини Ноддака). Про відкриття було опубліковано замітку у журналі Popular Science. Але відкриття 43 елементу було піддано сумніву і лише у 1937 році підтвердилося, проте елемент названо Технецій.
У 1931 році за ці відкриття Вальтер Ноддак та його дружина отримують пам'ятну Медаль Лібіха від Німецького хімічного товариства. У 1935 році Ноддак викладає в Університеті Фрайбурга і з 1941 по 1945 у новозаснованому Імперському університеті Штрассбурга. З 1947 року стає професором Університету Отто Фридріха у Бамберзі, а з 1957 року почесним професором університету Ерлангена та керівником Державного дослідницького інституту геохімії у Бамберзі.
Помер 7 грудня 1960, похований у Бамберзі.